# Hitonsaari (ö i Södra Savolax)
Hitonsaari är en ö i Finland. Den ligger i sjön Pihlajavesi och i kommunen Puumala i den ekonomiska regionen  S:t Michel och landskapet Södra Savolax, i den södra delen av landet, 240 km nordost om huvudstaden Helsingfors. Öns area är 12,2 hektar och dess största längd är 0,5 kilometer i öst-västlig riktning.